# 庫林卡
49°8′42″N 24°14′55″E / 49.14500°N 24.24861°E
庫林卡（烏克蘭語：Кулинка），是烏克蘭的村落，位於該國西部伊萬諾-弗蘭科夫斯克州，由卡盧什區負責管轄，始建於1809年，面積3.2平方公里，2001年人口300，人口密度每平方公里93.5人。